# Línea 102 (Tucumán)
La Línea 102 es una línea de colectivos interurbana propiedad de El Corcel S.A. U.T.E. Esta abastece las localidades de San Miguel de Tucumán, Banda del Río Salí y Yerba Buena del Gran San Miguel de Tucumán.

## Recorrido

### Ramal Barrio Los Pinos[1][2]
Reconquista y Av. Aconquija, por esta hasta Florida Sur, Sarmiento, San Martín, Catamarca, Darwin, Lamadrid, Juan Heller, Catamarca, Universo, Lamadrid, Av. Alfredo Guzmán (este), Av. Mate de Luna, Próspero Mena, Crisóstomo Álvarez, Charcas, Av. Bdo. Terán, Terminal de Ómnibus, Av. Bdo. Terán, Rotonda Nicolás Avellaneda, Ibirá Pita, Pacará, Francia, Av. Avellaneda, Av. Sáenz Peña, San Lorenzo, Av. Colón, Av. Mate de Luna, Av. Aconquija, Av. Alfredo Guzmán (oeste), A. de Lamadrid, Universo, Catamarca, Juan Heller, A. de Lamadrid, Charles Darwin, Catamarca, San Martín, Sarmiento, Reconquista, Av. Aconquija.

### Ramal Rinconada- Banda del Río Salí[3][4]
Jujuy y Darwin (Barrio 60 Viviendas Yerba Buena) por Darwin, Catamarca, San Martín, Las Lanzas, San Lorenzo, Calle auxiliar Canal Yerba Buena, Av. Solano Vera, Av. Aconquija, Av. Mate de Luna, Próspero Mena, C. Álvarez, Charcas, Av. Bdo Terán, Av. Benjamín Aráoz, Av. San Martín Oeste (Banda Río Salí), Sargento Cabral, Juan B. Terán, San Miguel, Vespucio, Obispo Colombres, Av. Monseñor Jesús Díaz, Paso de los Andes, Av. San Martín Este, 25 de Mayo, Av. José María Paz, Av. Independencia, Congreso, Ruta 9, Pje. Ibatín, Av. San Martín Oeste, Av. Benjamín Aráoz, Pacará (Parque 9 de Julio), Francia, Av. Avellaneda, Av. Sáenz Peña, San Lorenzo, Av. Colón, Av. Mate de Luna, Av. Aconquija, Av. Solano Vera, Calle auxiliar Canal Yerba Buena, San Lorenzo, Las Lanzas, San Martín, Jujuy (Barrio 60 Viviendas Yerba Buena).

### Ramal Pie del Cerro[5]
Av. Juan D. Perón y Saavedra Lamas, por esta hasta Av. Aconquija, Rotonda Pie del Cerro, Av. Aconquija, Av. Mate de Luna, Próspero Mena, C. Álvarez, Charcas, Av. Brígido Terán, Rotonda Nicolás Avellaneda, Ibirá Pita, Pacará, Francia, Av. N. Avellaneda, Av. Sáenz Peña, San Lorenzo, Av. Colón, Av. Mate de Luna, Av. Aconquija, Saavedra Lamas, Av. Juan D. Perón.

## Lugares de Interés
- Hospital del Este
- Parque Guillermina
- Terminal de Ómnibus de San Miguel de Tucumán
- Plaza Yrigoyen